# Carew Castle
Carew Castle ist eine Burgruine in der walisischen Grafschaft Pembrokeshire in Großbritannien. Die als Kulturdenkmal der Kategorie Grade I klassifizierte und als Scheduled Monument geschützte Ruine liegt nördlich des kleinen Ortes Carew am südlichen Ufer des Carew River.

## Geschichte
Carew Castle war bereits im ersten Jahrtausend nach Christus und vielleicht sogar schon vor der Römerzeit ein mächtiger, mit mindestens fünf Gräben befestigter keltischer Ringwall. Funde belegen, dass die Anlage bis zum Beginn der normannischen Eroberung von Wales gegen Ende des 11. Jahrhunderts bewohnt war, doch ist nur wenig über ihre Erbauer und Bewohner bekannt.
Die Burg fiel vor 1100 als Mitgift der walisischen Fürstentochter Nest ferch Rhys an ihren Ehemann, den normannischen Adligen Gerald of Windsor. Gerald de Windsor, der bereits von Arnulf de Montgomery zum Kastellan von Pembroke Castle ernannt worden war, errichtete an der Stelle des Ringwalls eine neue, mit Erdwällen und Palisaden befestigte hölzerne Motte.
Nest ferch Rhys war die Geliebte Heinrich I., der sie dann mit Gerald de Windsor verheiratete. Ihre Schönheit soll den walisischen Fürstensohn Owain ap Cadwgan von Powys so beeindruckt haben, dass er 1109 Nest ferch Rhys und ihre Kinder aus Geralds Burg Cenarth Bychan entführte. Diese Burg wird oft mit Cilgerran Castle identifiziert, es könnte jedoch auch Carew Castle gewesen sein. Owain soll Geralds Kinder auf Bitten Nests wieder zu ihrem Vater zurückgeschickt haben, während sie bei ihm blieb und ihm zwei Kinder gebar. Sechs Jahre später wurde Owain in einer Schlacht von Gerald getötet, worauf Nest mit den Kindern zurück zu Gerald kam.
Die Burg fiel nach Geralds Tod an seinen Sohn William, der den Namen Carew annahm. In den folgenden Jahrhunderten blieb sie im Besitz seiner Nachfahren, die sie in mehreren Bauphasen ausbauten. 1212 besuchte König Johann Ohneland auf seinem Weg nach Pembroke die Burg. Zu dieser Zeit bestand bereits ein steinerner Turm. Im späten 13. und frühen 14. Jahrhundert wurde die Burg von Nicholas de Carew († 1311) weiter ausgebaut, der weitere Steinbauten um den inneren Burghof errichtete. Um 1490 verpfändete Edmund Carew die Burg an Rhys ap Thomas, den königlichen Stellvertreter in Südwales. Rhys ap Thomas machte Carew Castle zu seinem Hauptwohnsitz und nahm größere Um- und Ausbauten vor. Im April 1507 veranstaltete er ein fünftägiges Turnier bei der Burg, an dem 600 Ritter teilnahmen und das als eines der prächtigsten und aufwändigsten Feiern in der Geschichte von Wales gilt.
Rhys ap Thomas Enkel Rhys ap Gruffydd FitzUrien wurde 1531 wegen Hochverrats hingerichtet, weshalb die Burg an die Krone fiel. 1558 vergab Maria I. die Burg an John Perrot, der unter Elisabeth I. von 1584 bis 1588 Lord Deputy von Irland war. Er ließ den prächtigen Nordflügel errichten. 1592 wurde er jedoch ebenfalls des Verrats angeklagt und im Tower of London inhaftiert, wo er vor seiner Verurteilung eines natürlichen Todes starb. Nach seinem Tod wurde die Burg verpachtet, doch die Pächter konnten die umfangreiche Anlage nicht unterhalten, weshalb sie teilweise verfiel. Während des Bürgerkriegs wurde sie um 1640 von Royalisten besetzt und mit Erdwällen befestigt. Nach Ende des Bürgerkriegs wurden die Befestigungen von den Parlamentstruppen geschleift, unter anderem wurde auch die südliche Ringmauer eingerissen. 1686 wurde die Burg endgültig verlassen und verfiel.
Heute ist die Burg ein Teil des Pembrokeshire-Coast-Nationalparks und kann von Ende März bis Anfang November besichtigt werden.

## Burganlage

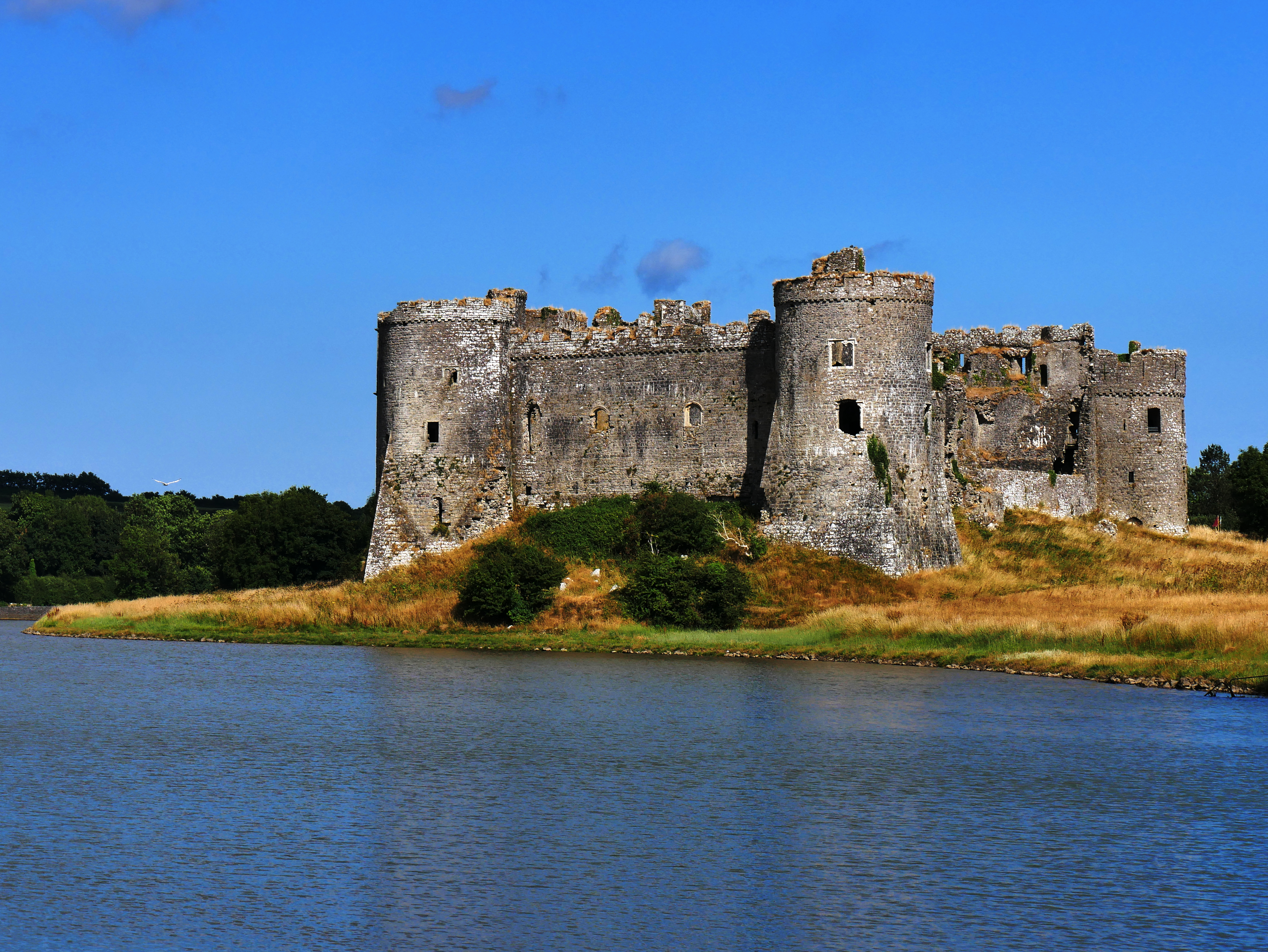
Ansicht von Westen

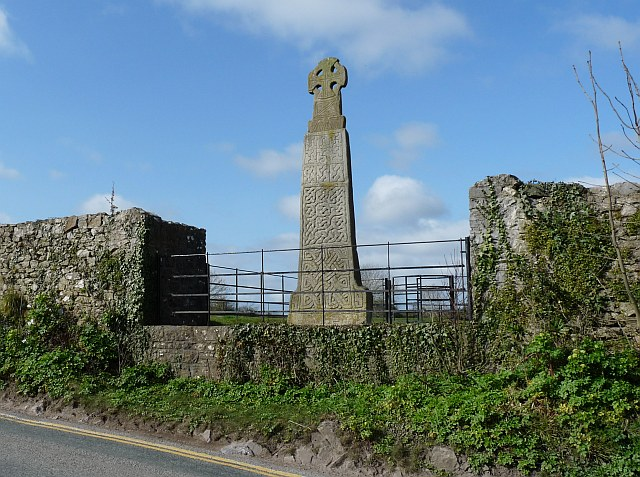
Das Carew Cross

Carew Castle liegt am Rande eines niedrigen Felsvorsprungs im Flachland an der Mündung des Carew River in den Milford Haven. Die Burg lag strategisch günstig an einem Flussübergang, bis zu dem der Fluss im Mittelalter schiffbar war. Der Zugang zur Burg erfolgt über die Ostseite über die ehemalige mittelalterliche Vorburg. Von der einst ummauerten, durch Gräben und ein Torhaus geschützten Vorburg sind noch die Fundamente der Wirtschaftsgebäude erhalten, die vermutlich nach dem Bürgerkrieg abgerissen wurden. Der Graben entstand im Mittelalter durch die Vertiefung und Verbreiterung eines vorhandenen älteren Grabens, der vielleicht sogar aus der Zeit vor der römischen Eroberung stammt.
Von der Vorburg führt der Zugang durch ein kleines, um 1500 errichtetes Torhaus zur Kernburg. Vor dem Torhaus sind noch die Reste eines Ravelins aus dem Bürgerkrieg erkennbar. Die Kernburg ist eine annähernd quadratische Anlage, deren Innenhof von drei Flügeln sowie einer Mauer umschlossen wird. Das relativ schlichte, nur mit Gusslöchern und Schießscharten gesicherte Haupttor im Ostflügel stammt aus dem frühen 14. Jahrhundert. Das Tor wird links von der Ruine des mächtigen, dreigeschossigen Südostturms flankiert, rechts vom Tor schließen sich der bereits 1212 genannte Alte Turm und dem angrenzenden Wohnbaue aus dem späten 13. Jahrhundert mit dem aus der Mauerflucht herausragenden Kapellenturm an. Der Wohnbau, der wieder mit einem Dach versehen wurde, enthielt neben der kleineren Wohnhalle und den Privatgemächern des Burgherrn im Erdgeschoss die Küche. Die Kapelle im Obergeschoss des Kapellenturms besitzt ein Kreuzrippengewölbe. Über der Kapelle befand sich ein weiteres Wohngemach.

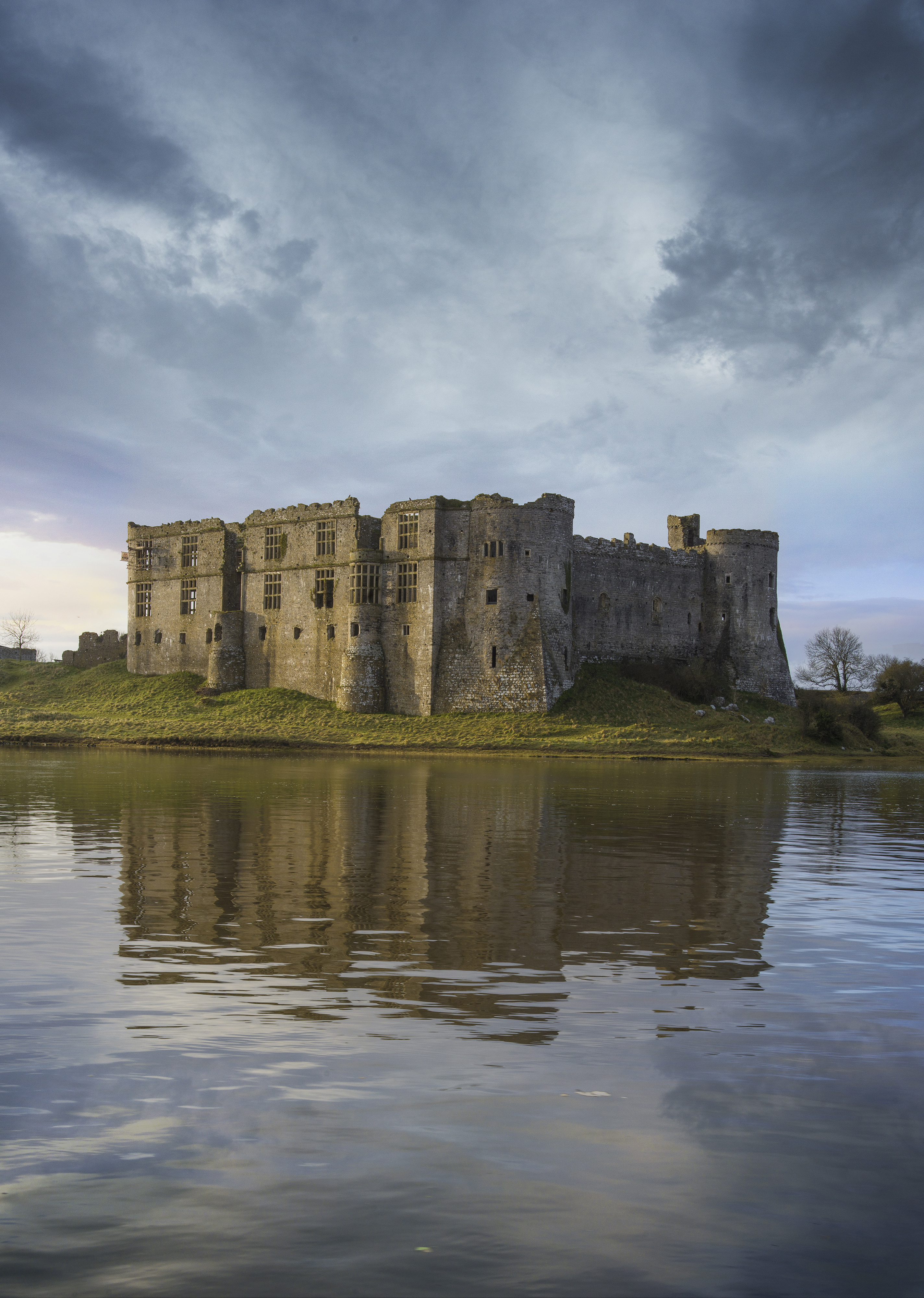
Ansicht von Nordwesten

Nach Süden war die einzige Seite, an der der Innenhof nicht von Gebäuden umgeben war. Die dortige Ringmauer wurde nach Ende des Bürgerkriegs geschleift. Der Westflügel aus dem frühen 14. Jahrhundert enthielt über dem Gewölbekeller die große Halle, die sich über den ganzen Flügel erstreckte. Rhys ap Thomas ließ die Halle umbauen und errichtete den mit prächtigen Wappen von Heinrich VII., seinem Sohn Arthur und dessen Frau Katharina von Aragon geschmückten Vorbau. Zur Flussseite wird die Halle von zwei mächtigen Rundtürmen flankiert. Der Nordflügel wurde nach 1558 errichtet, für ihn wurde die nördliche Ringmauer und vermutlich ein Nordostturm abgerissen. Der prächtige Bau ist typisch für die Bauten des elisabethanischen Zeitalters horizontal gegliedert und reich mit Erkern und großen rechteckigen Fenstern versehen. Die Ostseite des Flügels ist abgerundet, vermutlich weil er auf den Fundamenten des mittelalterlichen Nordostturms errichtet wurde. Über dem Kellergeschoss enthielt der Bau im Obergeschoss fünf Räume, während das Dachgeschoss die durchgehende, über 40 m lange Long Gallery enthielt.

## Carew Cross und Gezeitenmühle
Am Parkplatz befindet sich das reich verzierte Carew Cross, ein aus dem 11. Jahrhundert stammendes Keltenkreuz. Das Kreuz ähnelt dem Kreuz von Nevern, seine beidseitigen Verzierungen aus Knoten- und Schleifenmustern weisen skandinavische Einflüsse auf. Die Inschrift konnte erst in den 1940er Jahren entzifferte werden, nach ihr ist das Kreuz zum Gedenken an Maredudd ap Edwin errichtet worden, der zusammen mit seinem Bruder Hywel ab 1033 König von Deheubarth war und 1035 im Kampf fiel. Das Kreuz diente als Vorlage für das Logo von Cadw, der staatlichen walisischen Denkmalpflegeorganisation.
Der Carew River wird durch einen erstmals 1630 erwähnten, etwa 250 m unterhalb der Burg gelegenen Damm zu einem 9 ha großen Mühlenteich aufgestaut. Am Südende des Damms befindet sich eine Gezeitenmühle, deren Mühlräder von den Gezeiten betrieben werden konnten. Die Mühle wurde bereits 1542 erwähnt, das heutige dreigeschossige Gebäude stammt aus dem frühen 19. Jahrhundert. Bis 1938 war die Mühle in Betrieb. Die funktionsfähige Mühle ist seit 1983 im Besitz der Nationalparkbehörde.

## Carew Castle in der Sage
In der Burg soll es mehrere Gespenster geben. Neben einem unglücklichen Küchenjungen, der mit Töpfen und Pfannen klettert, soll der Geist von Nest ferch Rhys als Weiße Frau in der Burg spuken. Außerdem soll ein Berberaffe, den Sir Rowland Rees, ein Pächter der Burg im 18. Jahrhundert, von einer Reise mitgebracht haben soll, ebenfalls als Gespenst umgehen.